# Tomo Matić
Tomo Matić (Brod na Savi, 12. srpnja 1874. – Zagreb, 21. prosinca 1968.) bio je hrvatski književni i kulturni povjesničar i filolog, akademik.

## Životopis
U Beču je završio studij slavistike i romanistike te doktorirao. Od 1904. do 1918. godine u Beču je bio redaktor hrvatskog izdanja Liste državnih zakona. Kasnije je radio kao gimnazijski profesor i ravnatelj u Splitu, Osijeku i Zagrebu. Od 1942. do 1945. godine bio je predsjednik HAZU. Proučavao je stariju hrvatsku književnost, književnost XVIII. stoljeća u Slavoniji, te razvoj hrvatskog školstva i kazališta.

## Djela
- Hrvatski književnici mletačke Dalmacije i život njihova doba (1925. – 27.)
- Prosvjetni i književni rad u Slavoniji prije Preporoda (1945.)
- Slavonsko selo u djelima hrvatskih pisaca potkraj osamnaestoga vijeka (1962.)

## Vanjske poveznice
Mrežna mjesta
- Tomo Matić, na stranicama HAZU
- Matić, Tomo, Leksikon Marina Držića